# Edwin Kiptoo
Pour les articles homonymes, voir Kiptoo.
Edwin Kiprop Kiptoo, né le 14 août 1993, est un athlète kenyan spécialisé dans les courses de longue distance.